# Louis Ferdinand Helbig
Louis Ferdinand Helbig (* 2. September 1935 in  Liegnitz, Provinz Niederschlesien; † 3. Dezember 2019 in Berlin) war ein deutscher Germanist und Literaturhistoriker.

## Leben
Helbig besuchte die Volksschule in Sagan. Nach der Flucht und Vertreibung Deutscher aus Mittel- und Osteuropa 1945–1950 machte er 1955 das Abitur am Helmholtz-Gymnasium Heidelberg. Nach einer Lehre als Großhandelskaufmann in Ludwigshafen am Rhein  emigrierte er 1958 nach Kanada, wo er zunächst in der Industrie arbeitete. Von 1963 bis 1969 studierte er Germanistik, Geschichte und Philosophie an der University of Alberta und der University of Waterloo. In Waterloo wurde er 1969 zum Ph.D. promoviert. Danach war er Professor an der Indiana University Bloomington und bis 1976 Direktor ihres Institute of German Studies. Er war ab 1985 mehrmals Gastprofessor an der Universität Dortmund und ihrer  Forschungsstelle Ostmitteleuropa. Ab 1995 war er Lehrbeauftragter an der Universität Savoyen. Seit 2000 lehrte und forschte er am Germanistischen Institut der Universität Zielona Góra im heimatlichen Schlesien.

## Ehrungen
- Georg-Dehio-Preis der Künstlergilde Esslingen (1993)

## Werke
- Der ungeheure Verlust. Flucht und Vertreibung aus dem Osten in der deutschsprachigen Belletristik der Nachkriegszeit, 3. Auflage. Otto Harrassowitz, Wiesbaden. ISBN 978-3447037860. GoogleBooks

## Mitgliedschaften (Auswahl)
- Paul-Ernst-Gesellschaft